# Amarawati, Hungund
Amarawati là một làng thuộc tehsil Hungund, huyện Bagalkot, bang Karnataka, Ấn Độ.